# Bertricourt
Bertricourt est une commune française située dans le département de l'Aisne en région Hauts-de-France.

## Géographie

### Hydrographie

#### Réseau hydrographique
La commune est située dans le bassin Seine-Normandie. Elle est drainée par la Suippe et,.
La Suippe, d'une longueur de 82 km, prend sa source dans la commune de Tailly et se jette  dans l'Aisne à Saint-Juvin, après avoir traversé 27 communes. Les caractéristiques hydrologiques de la Suippe sont données par la station hydrologique située sur la commune d'Orainville. Le débit moyen mensuel est de 4,17 m3/s. Le débit moyen journalier maximum est de 16,4 m3/s, atteint lors de la crue du 11 avril 2001. Le débit instantané maximal est quant à lui de 16,4 m3/s, atteint le même jour.

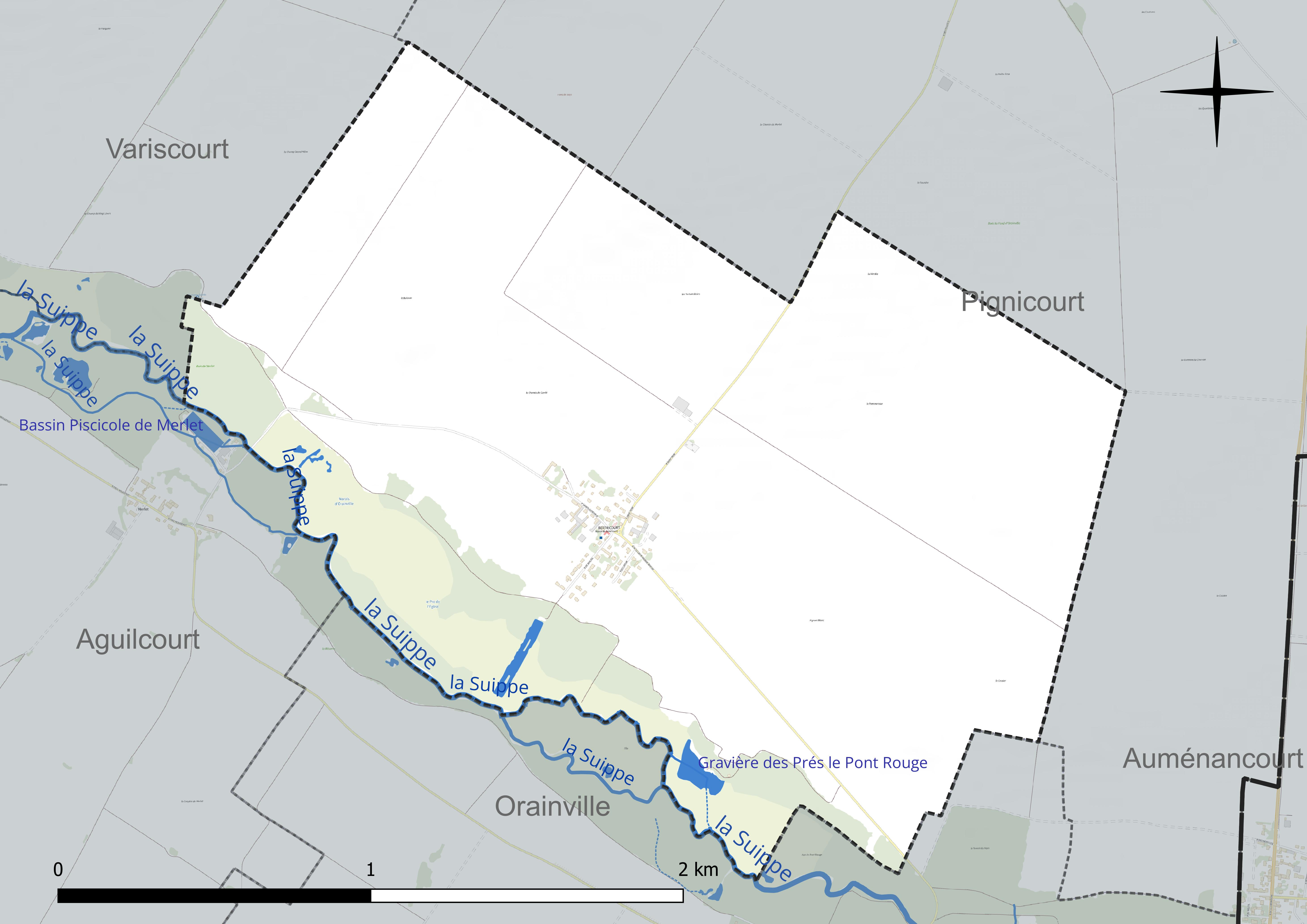
Réseau hydrographique de Bertricourt.

Un plan d'eau complète le réseau hydrographique : la gravière des Prés le Pont Rouge (1,1 ha),.

#### Gestion et qualité des eaux
Le territoire communal est couvert par le schéma d'aménagement et de gestion des eaux (SAGE) « Aisne Vesle Suippe ». Ce document de planification, dont le territoire s'étend sur 3 096 km2 répartis sur trois départements (Aisne, Marne et Ardennes) et deux régions (Champagne-Ardenne et Picardie), a été approuvé le 16 décembre 2013. La structure porteuse de l'élaboration et de la mise en œuvre est le Syndicat d'aménagement des bassins Aisne Vesle Suippe (SIABAVES).
La qualité des cours d'eau peut être consultée sur un site spécial géré par les agences de l'eau et l'Agence française pour la biodiversité.

### Climat
Pour des articles plus généraux, voir Climat des Hauts-de-France et Climat de l'Aisne.
En 2010, le climat de la commune est de type climat océanique dégradé des plaines du Centre et du Nord, selon une étude du CNRS s'appuyant sur une série de données couvrant la période 1971-2000. En 2020, Météo-France publie une typologie des climats de la France métropolitaine dans laquelle la commune est exposée à un climat océanique altéré et est dans la région climatique Nord-est du bassin Parisien, caractérisée par un ensoleillement médiocre, une pluviométrie moyenne régulièrement répartie au cours de l'année et un hiver froid (3 °C).
Pour la période 1971-2000, la température annuelle moyenne est de 10,5 °C, avec  une amplitude thermique annuelle de 15,3 °C. Le cumul annuel moyen de précipitations est de 667 mm, avec 10,9 jours de précipitations en janvier et 8,5 jours en juillet. Pour la période 1991-2020 la température moyenne annuelle observée sur la station météorologique la plus proche, située sur la commune de La Selve à 20 km à vol d'oiseau, est de 10,8 °C et le cumul annuel moyen de précipitations est de 710,7 mm,. Pour l'avenir, les paramètres climatiques de la commune estimés pour 2050 selon différents scénarios d'émission de gaz à effet de serre sont consultables sur un site spécial publié par Météo-France en novembre 2022.

## Urbanisme

### Typologie
Au 1er janvier 2024, Bertricourt est catégorisée commune rurale à habitat dispersé, selon la nouvelle grille communale de densité à 7 niveaux définie par l'Insee en 2022.
Elle est située hors unité urbaine. Par ailleurs la commune fait partie de l'aire d'attraction de Reims, dont elle est une commune de la couronne,. Cette aire, qui regroupe 294 communes, est catégorisée dans les aires de 200 000 à moins de 700 000 habitants,.

### Occupation des sols
L'occupation des sols de la commune, telle qu'elle ressort de la base de données européenne d'occupation biophysique des sols Corine Land Cover (CLC), est marquée par l'importance des territoires agricoles (83,9 % en 2018), une proportion identique à celle de 1990 (83,9 %). La répartition détaillée en 2018 est la suivante : 
terres arables (76 %), forêts (16,1 %), zones agricoles hétérogènes (7,9 %).
L'évolution de l'occupation des sols de la commune et de ses infrastructures peut être observée sur les différentes représentations cartographiques du territoire : la carte de Cassini (XVIIIe siècle), la carte d'état-major (1820-1866) et les cartes ou photos aériennes de l'IGN pour la période actuelle (1950 à aujourd'hui).

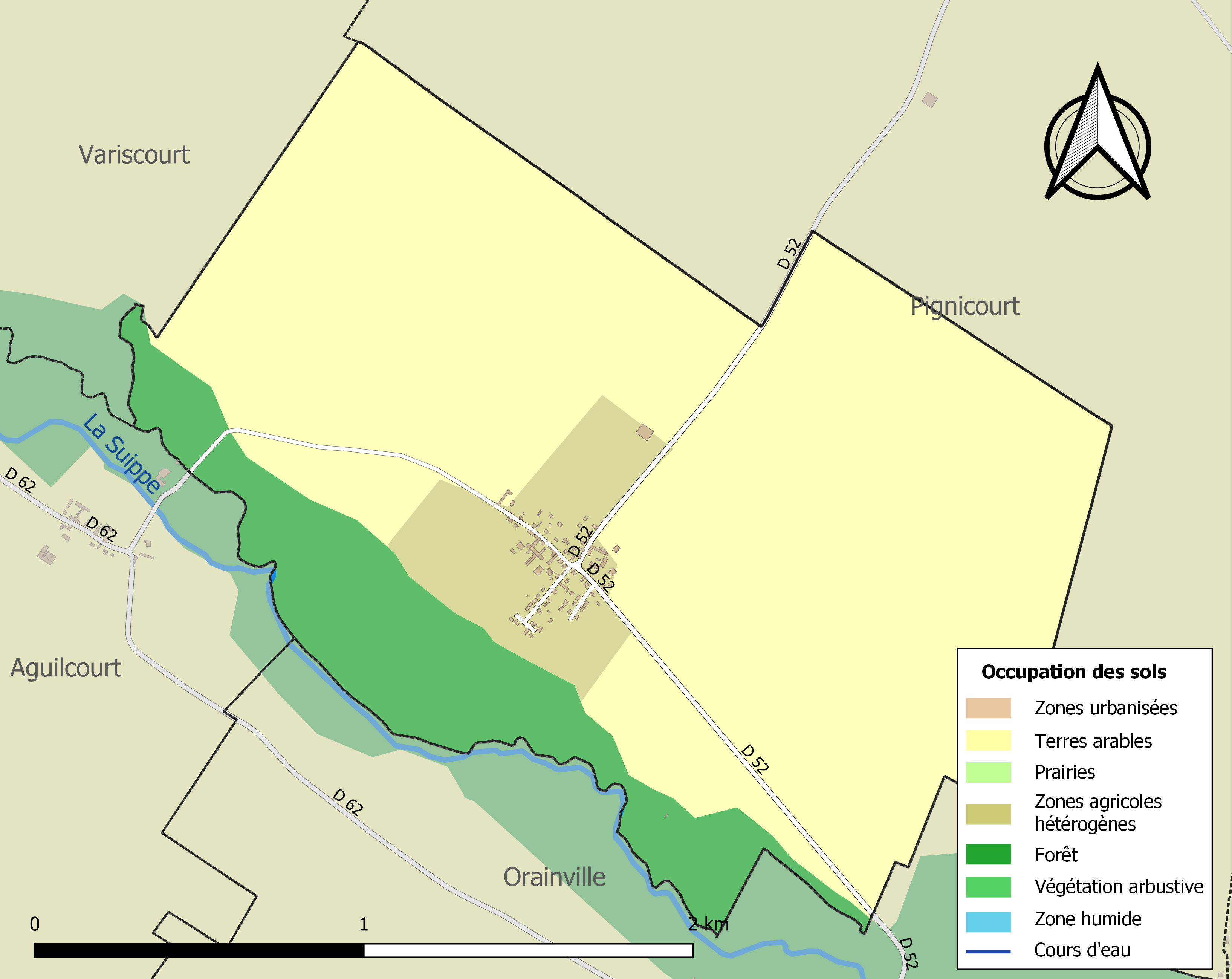
Carte des infrastructures et de l'occupation des sols de la commune en 2018 (CLC).

## Toponymie
Le nom de la localité est attesté sous les formes Bertrici-curtis (1093) ; Berturicurtis (1126) ; Berthricourt  (1547).
Bertricourt vient du Bertericus + Cortem, Ferme de Bertericus, en latin Bertrici curtis (1093).

## Politique et administration

### Découpage territorial
La commune de Bertricourt est membre de la communauté de communes de la Champagne Picarde, un établissement public de coopération intercommunale (EPCI) à fiscalité propre créé le 22 décembre 1995 dont le siège est à Saint-Erme-Outre-et-Ramecourt. Ce dernier est par ailleurs membre d'autres groupements intercommunaux.
Sur le plan administratif, elle est rattachée à l'arrondissement de Laon, au département de l'Aisne et à la région Hauts-de-France. Sur le plan électoral, elle dépend du canton de Villeneuve-sur-Aisne pour l'élection des conseillers départementaux, depuis le redécoupage cantonal de 2014 entré en vigueur en 2015, et de la première circonscription de l'Aisne  pour les élections législatives, depuis le dernier découpage électoral de 2010.

### Administration municipale
| Période                                  | Période                       | Identité         | Étiquette | Qualité                              |
| ---------------------------------------- | ----------------------------- | ---------------- | --------- | ------------------------------------ |
| Les données manquantes sont à compléter. |                               |                  |           |                                      |
| avant 1981                               | ?                             | Albert Fenaux    |           |                                      |
| mars 2001                                | 2014                          | Christian Fenaux |           |                                      |
| 2014                                     | En cours (au 11 juillet 2020) | Hervé Bollinne   | SE        | Cadre Réélu pour le mandat 2020-2026 |

Par le redecoupage territorial de 2015, Bertricourt est passé de l'ancien canton de Neufchâtel-sur-Aisne au nouveau canton de Villeneuve-sur-Aisne.

## Démographie
L'évolution du nombre d'habitants est connue à travers les recensements de la population effectués dans la commune depuis 1793. Pour les communes de moins de 10 000 habitants, une enquête de recensement portant sur toute la population est réalisée tous les cinq ans, les populations de référence des années intermédiaires étant quant à elles estimées par interpolation ou extrapolation. Pour la commune, le premier recensement exhaustif entrant dans le cadre du nouveau dispositif a été réalisé en 2008.

En 2022, la commune comptait 154 habitants, en évolution de −7,78 % par rapport à 2016 (Aisne : −1,97 %, France hors Mayotte : +2,11 %).
| 1793 | 1800 | 1806 | 1821 | 1831 | 1836 | 1841 | 1846 | 1851 |
| ---- | ---- | ---- | ---- | ---- | ---- | ---- | ---- | ---- |
| 55   | 81   | 99   | 107  | 133  | 132  | 112  | 109  | 117  |

| 1856 | 1861 | 1866 | 1872 | 1876 | 1881 | 1886 | 1891 | 1896 |
| ---- | ---- | ---- | ---- | ---- | ---- | ---- | ---- | ---- |
| 114  | 105  | 97   | 90   | 91   | 83   | 82   | 87   | 77   |

| 1901 | 1906 | 1911 | 1921 | 1926 | 1931 | 1936 | 1946 | 1954 |
| ---- | ---- | ---- | ---- | ---- | ---- | ---- | ---- | ---- |
| 71   | 70   | 75   | 41   | 54   | 61   | 57   | 35   | 50   |

| 1962 | 1968 | 1975 | 1982 | 1990 | 1999 | 2006 | 2008 | 2013 |
| ---- | ---- | ---- | ---- | ---- | ---- | ---- | ---- | ---- |
| 59   | 52   | 55   | 59   | 66   | 70   | 125  | 141  | 175  |

| 2018 | 2022 | - | - | - | - | - | - | - |
| ---- | ---- | - | - | - | - | - | - | - |
| 156  | 154  | - | - | - | - | - | - | - |

## Culture locale et patrimoine

### Lieux et monuments
- Église Saint-Lubin de Bertricourt.
- Plaque monument à morts, commémorant 2 militaires et 4 victimes civiles de la guerre 1914-1918.
- Le peintre Armand Guéry a peint ce village.

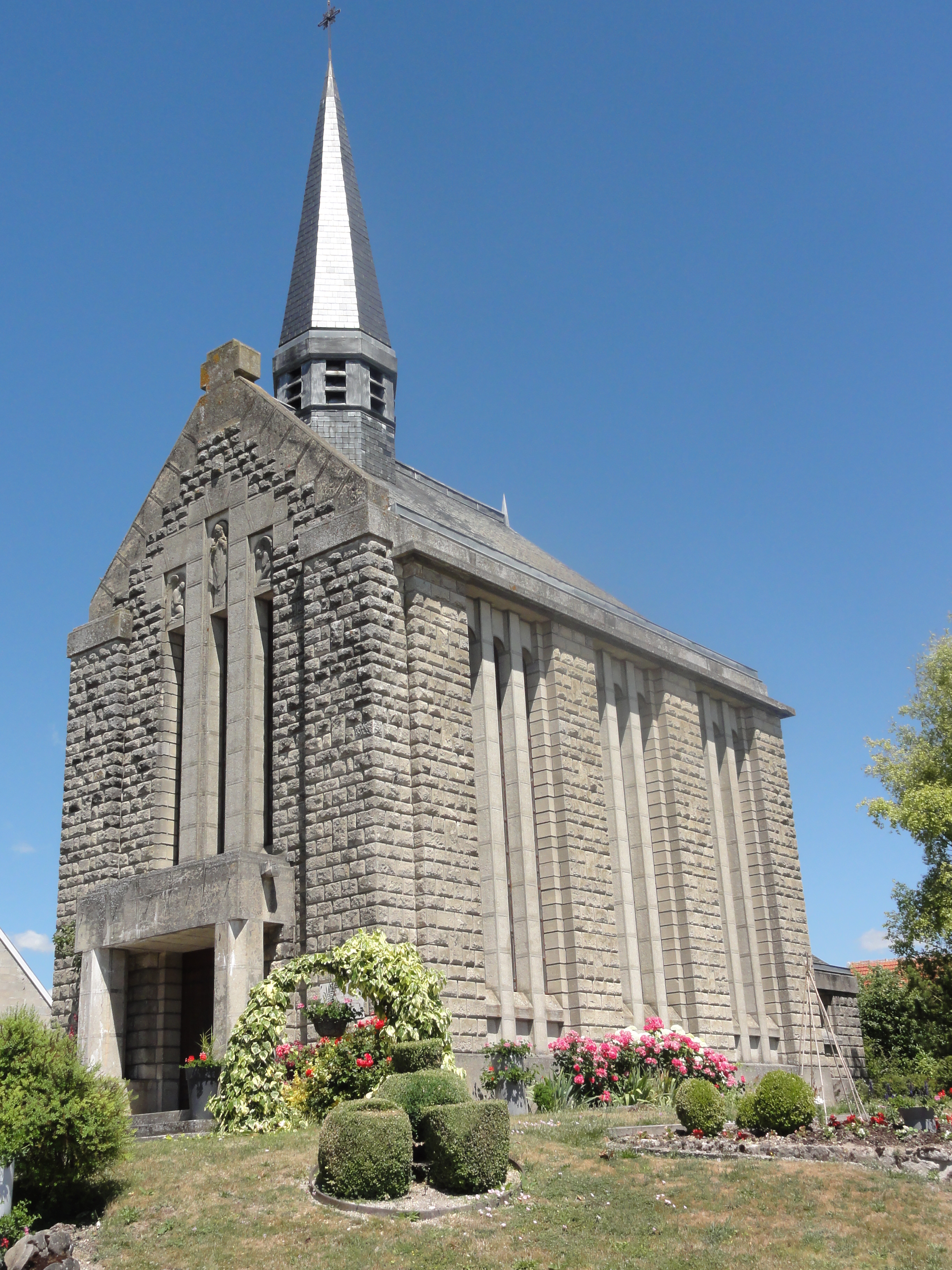
Église Saint-Lubin de Bertricourt.
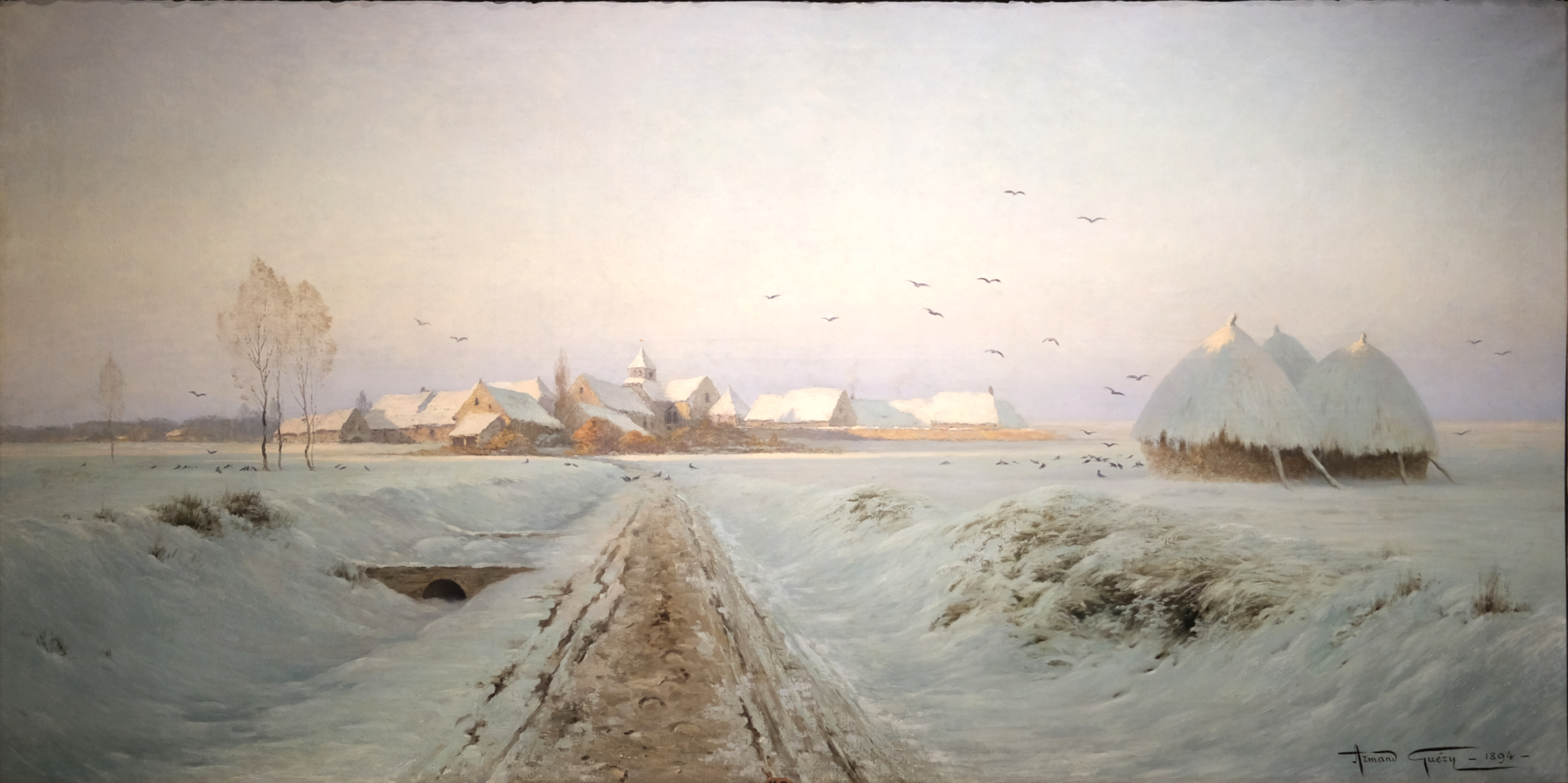
Soir d'hiver, Bertricourt, environs de Reims de Armand Guéry - Musée des Beaux-Arts de Reims.

### Héraldique
| Blason de Bertricourt | Blason  | Tiercé en pairle renversé : au 1er d'azur à la bande d'argent côtoyée de deux doubles cotices potencées et contre-potencées d'or, au 2e de gueules à la colombe d'argent volant et tenant en son bec la sainte Ampoule d'or, au 3e de sinople à trois épis de blé tigés et feuillés d'or posés en éventail, liés du même et brochant sur une fasce ondée d'argent. Ornements extérieursCroix de guerre 1914-1918 |
| Blason de Bertricourt | Détails | La première tierce de ses armoiries rappelle que la commune appartient à la communauté de communes de la Champagne Picarde, le second que son église est consacrée à saint Rémi dont l'emblème est la colombe porteuse de la sainte Ampoule utilisée pour le sacre des rois de France à Reims. La destruction du village lors de la Première Guerre mondiale est symbolisée par un champ de gueules. La dernière tierce représente la vallée de la Suippe de sinople et la fasce ondée la rivière. L'activité dominante est la grande agriculture céréalière représentée par les trois épis de blé. Création de Jean-François Binon, adoptée par la municipalité en 2017. |

## Pour approfondir